# Porvoo Hunters
Porvoo Hunters (w skrócie Hunters) – fiński klub hokeja na lodzie z siedzibą w Porvoo.

## Sukcesy
- Srebrny medal Suomi-sarja: 2019
- Brązowy medal Suomi-sarja: 2022, 2023